# نائیری باغرامیان
نائیری باغرامیان (ارمنی: Նաիրի Բաղրամյան زادهٔ ۱ ژانویهٔ ۱۹۷۱ در اصفهان) عکاس، نقاش و هنرمند تجسمی ایرانی ساکن برلین است. تمرکز وی بر روی طراحی داخلی است.